# Авраам Трамбле
Авраам Трамбле (фр. Abraham Trembley; 3 вересня 1710, Женева — 12 травня 1784, Женева) — швейцарський натураліст. Член-кореспондент Академії наук Франції.
Першовідкривач здатності регенерації у тварин. Один з перших експериментальних зоологів.

## Біографія
Трамбле походить з родини офіцерів з Женеви. Він був дядьком Шарля Бонне, з яким він регулярно листувався. Також він регулярно листувався з натуралістами  Рене Антуаном Реомюром (1683—1757) та Ладзаро Спалланцані (1729—1799).
Трамбле служив в Голландії вихователем дітей відомого політика графа Віллема Бентінка. Під час занять з ними, проводив спостереження над дрібними мешканцями прісної води, і при цьому зробив відкриття, що має величезне значення для науки: розрізавши прісноводного поліпа, гідру, на кілька частин, Трамбле переконався в тому, що гідра має дуже високу здатність до регенерації. З кожної частини виростає по одному новому поліпу, незалежно від напрямку розрізу і його величини.
Відкриття Трамбле стало першим науковим дослідом штучно викликати регенерацію у тварин. Ескізи і малюнки його експериментів, зроблених Корнелісом Пронком, зберігаються нині в архівах Гааги.
Результати своїх спостережень вчений виклав у відомій роботі «Mémoires pour servir à l'histoire d'un genre de polypes d'eau douce» (Лейден, 1744). Крім того, він написав статтю: «Mémoire sur les polypes à bouquet et sur ceux à entonnoir» («Мемуари до історії одного роду прісноводних поліпів з руками у формі рогів»), яку надрукував Дж. Т. Нідхем у книзі (Нідхем, «Nouvelles dé couvertes, faites avec le microscope», 1747).
Крім відкриття здатності тварин до регенерації Авраам Трамбле відкриває фототаксис, розмноження брунькування, особливості руху «прісноводних поліпів» — гідр.
За свої відкриття Трамбле прийняли до Лондонського королівського товариства, він був членом-кореспондентом Академії наук Франції.
У 1743 році його нагороджено медаллю Коплі.
| |
| Лабораторія Трамбле в Катсгейсі, як її зображено в його книзі 1744 року. Судячи з його листування, його лабораторія насправді набагато більше переповнена об'єктами, наприклад, до 140 банок. |

|                                                  |
| "Гідра", як зображено в книзі Трамбле 1744 року. |

| |
| Водний мікроскоп, зроблений Джоном Кафом для Трамбле, на виставці в Музеї історії науки міста Женеви |